# Недко Каблешков (художник)
Недко Петков Каблешков е български художник.

## Биография
Роден е в София на 29.08.1932 г. До 1950 г. живее в Белоградчик. 1956 г. се дипломира – отличие с похвала от ВИИИ „Николай Павлович“ (Националната художествена академия), София, катедра „Живопис“ при проф. Панайот Панайотов. Директор на Художествена галерия „Владимир Димитров – Майстора“ в Кюстендил (1960 – 1993).
Участва в местни, зонални и национални изложби. Организира и осъществява над 320 изложби в България и в чужбина – предимно с творби от фонда на кюстендилската галерия и от гостуващи на галерията наши и чужди изложби. Секретар на фондация „Тодор Каблешков“. Автор на книгата "Художествена галерия „Владимир Димитров – Майстора, Кюстендил. 1960 – 1993" (2015).
Носител на орден „Кирил и Методий“ втора степен (1982). Удостоен със званието „почетен гражданин на Кюстендил“ (2003).
По идея и с активната организация на Недко Каблешков през 1972 г. в Кюстендил е построена първата в България специализирана сграда за галерия. Благодарение на него е събрана огромна част от творчеството на Владимир Димитров – Майстора.